# ده پیش
 ده پیش  روستایی در بخش جویم شهرستان لارستان در جنوب استان فارس و در ایران واقع شده‌است.
ده پیش روسنایی از توابع شهرستان جیرفت می‌باشد . شایان ذکر است که نماینده مردم جیرفت در مجلس شورای اسلامی در این روستا به دنیا آمده است.

## منبع
- اطلاعات اهالی فرهنگ دوست فداغ.(ه.ج)